# 克里斯蒂娜·科赫
克里斯蒂娜·哈莫克·科赫（英語：Christina Hammock Koch，1979年1月29日—）是美国工程师和NASA宇航员。她获得過北卡罗来纳州立大学电气工程和物理学学士学位和电气工程硕士学位。她还在戈达德太空飞行中心工作期间繼續学习。在成为一名宇航员之前，她曾在美国国家海洋和大气管理局工作，當時担任美属萨摩亚站站长。

## 宇航员事业
2013年，科赫被选为NASA第二十一组宇航员的成员，并于2015年7月完成训练。
2019年3月14日，科赫以遠征59、遠征60和遠征61期間的飞行工程师身份前往国际空间站。2019年10月18日，她和杰西卡·梅尔成为最先參與太空行走的兩位女性。2019年12月28日，科赫成為在太空停留时间最长的女性。2020年2月6日，她从太空返回地球。